# Bellesa oculta
Bellesa oculta (títol original en anglès: Collateral Beauty) és una pel·lícula estatunidenca dirigida per David Frankel, estrenada l'any 2016. Ha estat doblada al català.

## Argument
Howard Inlet (Will Smith), un publicitari novaiorquès, viu una tragèdia i cau en una profunda depressió quan la seva filla de 6 anys mor.
Els seus col·legues (Edward Norton, Kate Winslet i Michael Peña), tement per a la seva salut i per al futur de la seva empresa plantegen llavors un estratagema molt inesperat per a obligar-lo a afrontar el seu patiment. Ja que Howard ha escrit cartes terapèutiques i simbòliques al Temps (Jacob Latimore), a la Mort (Helen Mirren) i a l'Amor (Keira Knightley), els seus tres col·legues decideixen utilitzar tres actors per ser l'encarnació d'aquests tres símbols.

## Repartiment
- Will Smith: Howard Inlet
- Edward Norton: Whit Yardsham
- Kate Winslet: Clara Wilson
- Keira Knightley: Amy Moore
- Michael Peña: Simon Scott
- Helen Mirren: Brigitte
- Naomie Harris: Madeline
- Jacob Latimore: Raffi
- Ann Dowd: Sally Price
- Kylie Rogers: Allison Yardsham
- Alyssa Cheatham: Olivia
- Liza Colón-Zayas: la mare de Trevor
- Natalie Gold: la mare d'Adam
- Shirley Rumierk: la dona de Simon
- Benjamin Snyder: el net de Sally
- Mary Beth Peil: la mare de Whit
- Michael Cumpsty: el president del consell d'administració
- Enrique Murciano: Stan (no surt als crèdits)

## Producció

### Gènesi i desenvolupament
El maig 2015, es va anunciar que Alfonso Gomez-Rejon dirigiria el film, segons el guió de Allan Loeb. El juny 2015, PalmStar Media s'uneix al projecte per coproduir-lo i finançar-lo.
El setembre de 2015, New Line Cinema aconseguiex els drets de distribució mundial. L'octubre de 2015, Alfonso Gomez-Rejon abandona la plaça de director per discrepàncies artístiques. El novembre de 2015, s'ha anuncia que David Frankel el reemplaçarà.
Village Roadshow Pictures es fa càrrec a continuació del finançament.

### Atribució dels papers
El maig de 2015, Hugh Jackman i Rooney Mara van ser anunciats en els papers principals. El juny de 2015, Variety informa que Jason Segel és en negociacions per a un paper. El juliol de 2015, s'anuncia que Hugh Jackman abandona el projecte pel rodatge de Logan i que els productors volen Johnny Depp per a reemplaçar-ho. L'agost de 2015, Will Smith reemplaça finalment Hugh Jackman.
El desembre 2015, Variety revela que Helen Mirren és en negociacions per unir-se al repartiment. El gener de 2016, TheWrap anuncia que Edward Norton, Michael Peña i Naomie Harris s'uneixen al repartiment, mentre que Rachel McAdams estaria en negociacions.

### Rodatge
El rodatge comença el 22 de febrer de 2016 Té lloc a Nova York, sobretot a Queens.

## Rebuda
- "Will Smith encapçala un repartiment de primera en la pel·lícula nadalenca més pastosa i sensiblera en anys (...) Tot és molt 'Un conte de Nadal', exceptuant la calidesa, la meravella i el geni de Dickens (...) Puntuació: 0 (sobre 4)"[16]
- "Al final de 'Collateral Beauty', hauries de tenir un cor de pedra perquè la pel·lícula no t'arribi una mica, però encara que ho aconsegueixi, pots arribar a sentir com que t'han pres el pèl."[17]
- "No funciona ni en els seus propis termes de manipulació, escampant un rastre de sentiment enganxós i homilies inspiradores amb delicadesa tècnica i algunes interpretacions decents (...) el públic no preocupat pels seus nivells de sucre potser la hi empassin."[18]